# Kamienny Krzyż
Kamienny Krzyż – osada leśna w Polsce położona w województwie świętokrzyskim, w powiecie koneckim, w gminie Końskie.
W latach 1975–1998 miejscowość należała administracyjnie do województwa kieleckiego.
Według spisu powszechnego z roku 1921, Kamienny Krzyż inaczej zwany Krzyż Grajnerowski figuruje w gminie Duraczów, ludność spisano łącznie ze wsią Wąsosz